# Seta

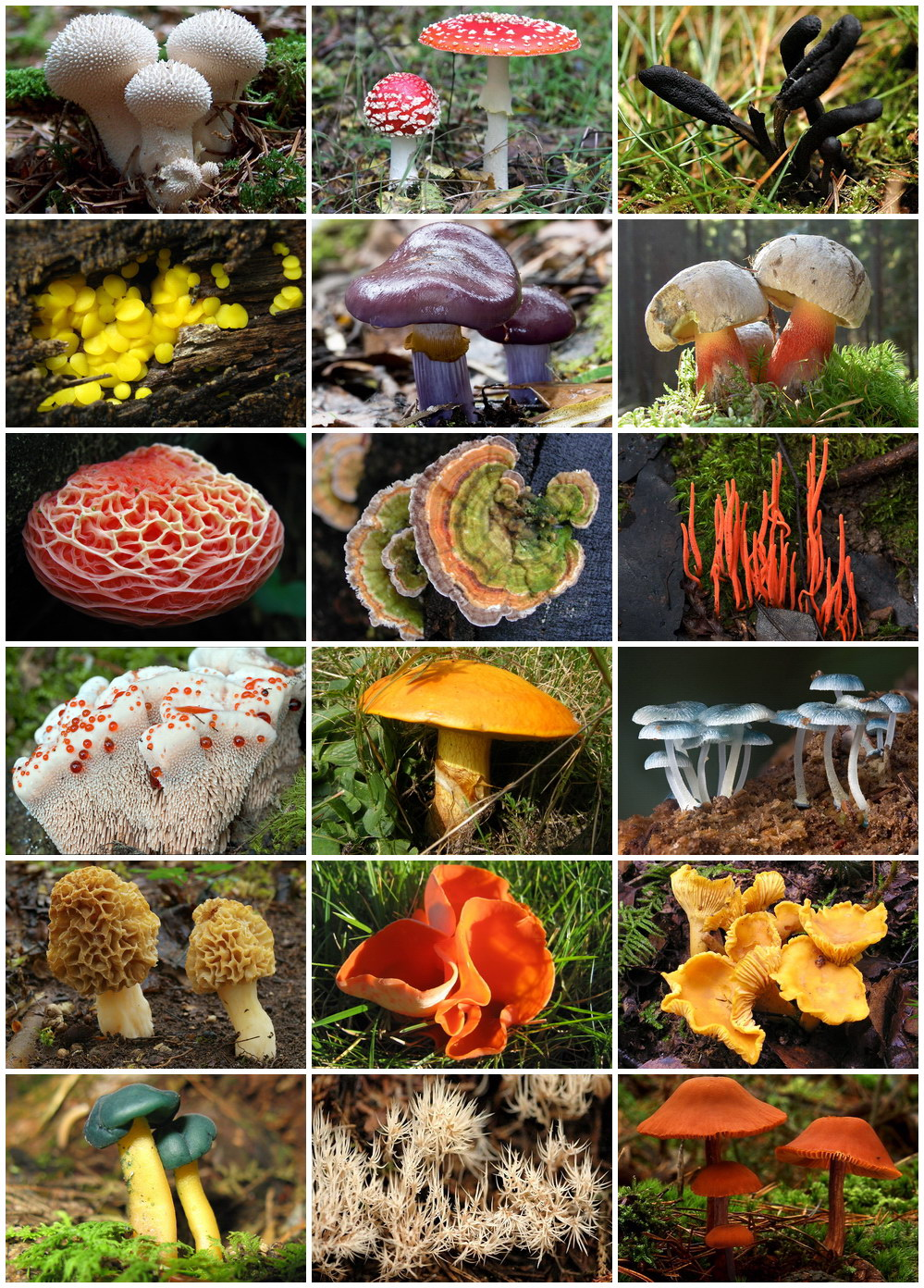
Diferentes tipos de setas.

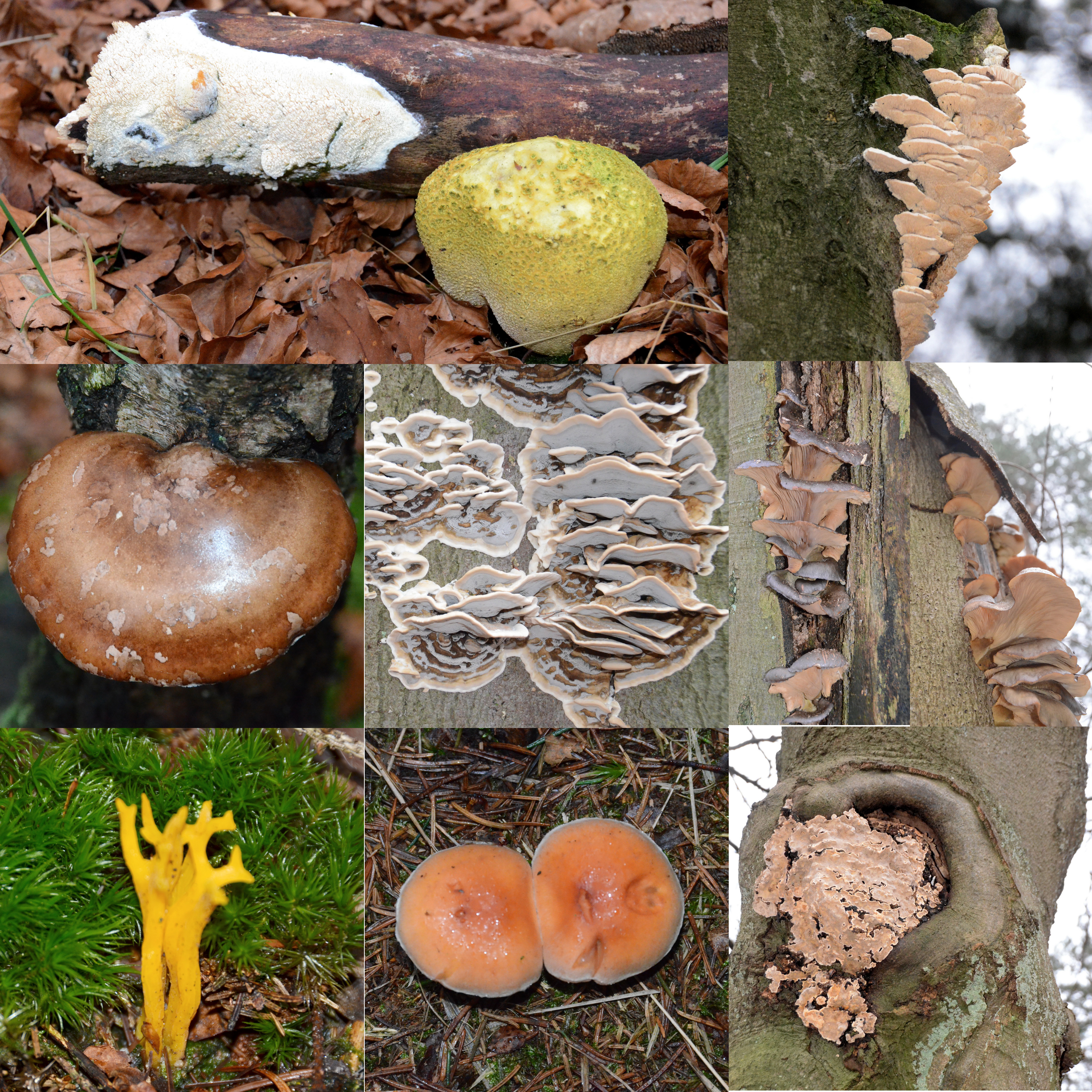
Otros tipos de setas.

Las setas —también llamadas callampas (del quechua kallampa, k'allampa) en Bolivia, Chile, Ecuador y Perú— son el conjunto de hongos que poseen cuerpos fructíferos o esporocarpos.
Suelen crecer en la humedad que les proporciona la sombra de los árboles, pero también en cualquier ambiente húmedo y con poca luz. Las setas son heterótrofas, ya que para nutrirse y tener energía necesitan a otros organismos. Este tipo de interacción incluye una nutrición saprotrófa o una micorriza con una planta. Se han descrito más de 14.000 especies de setas.
Algunas especies son comestibles y otras venenosas, e incluso existen varias con efectos psicoactivos. Son ejemplos de setas comestibles: el champiñón, el gurumelo, el níscalo, la galamperna, la oronja o la seta china (Lentinula edodes).

## Evolución
Las setas se originaron de mohos tras la fusión de dos micelios monocarióticos dando lugar al micelio dicariótico formador de cuerpos fructíferos. Probablemente aparecieron después de la explosión cámbrica hace 530 millones de años. Algunos fósiles incluyen al destacado Prototaxites de hace 400 millones de años los cuales serían los organismos más grandes de su época y los hongos más grandes de los que se tiene constancia.

## Clasificación
Las setas típicas son los cuerpos fructíferos de los miembros del orden Agaricales, cuyo género tipo es Agaricus y la especie tipo es la seta campesina, Agaricus campestris. Sin embargo, en las clasificaciones modernas definidas molecularmente, no todos los miembros del orden Agaricales producen cuerpos fructíferos de setas típicas, y muchas otras setas típicas con láminas, se encuentran en otros órdenes de la clase Agaricomycetes. Por ejemplo, los hongos gasteroides están en los órdenes Cantharellales y Gomphales, los champiñones lechosos (Lactarius, Lactifluus) y las rusulas (Russula así como Lentinellus), están en el orden Russulales, mientras que los géneros duros y coriáceos Lentinus y Panus están entre los Polyporales, pero Neolentinus está en el orden Gloeophyllales, y el pequeño género de setas Rickenella, junto con géneros similares, están en el orden Hymenochaetales. Dentro del cuerpo principal de los Agaricales, se encuentran setas comunes tales como: senderuelas, setas chinas, enokis, champiñones ostra, oronjas, hongos psilocibios, setas de tinta, etc. Una seta atípica es la seta langosta, que es un cuerpo fructífero parasitado deforme, de color langosta cocida, de una Russula o Lactarius, coloreado y deformado por el micoparásito.
Otras setas no tienen láminas, por lo que el vocablo «seta» se usa libremente y es difícil dar una descripción completa de sus clasificaciones. Algunos tienen poros debajo (y se les suele llamar boletos), otras tienen espinas, como la melena de león y otros hongos hidnoides, etc. El término «seta» también se ha utilizado para: hongos poliporos, hongos polvera, hongos de corteza, hongos gelatinosos, trufas, lenguas terrestres, hongos coral, hongos hediondos y hongos taza. Por lo tanto, el término es más una aplicación común a los cuerpos fructíferos de hongos macroscópicos que uno que tenga una taxonomía precisa. Se describen aproximadamente 14.000 especies de setas.
Los hongos con cuerpos fructíferos o esporocarpos se encuentran en las divisiones: Basidiomycota (en las clases Agaricomycetes, Dacrymycetes, Tremellomycetes, Atractiellomycetes, Agaricostilbomycetes y Pucciniomycetes), Ascomycota (en clases de la subdivisión Pezizomycotina y la clase Neolectomycetes) y Mucoromycota (en el orden Endogonales y la clase Glomeromycetes). Algunos pueden ser líquenes o parásitos. El cuerpo fructífero de un basidiomiceto se denomina basidiocarpo y el de un ascomiceto ascocarpo.

## Morfología
Una seta se desarrolla a partir de un nódulo, o cabeza de alfiler, de menos de dos milímetros de diámetro, llamado primordio, que generalmente se encuentra en la superficie del sustrato o cerca de ella. Se forma dentro del micelio, la masa de hifas filiformes que forman la seta. El primordio se agranda hasta convertirse en una estructura redondeada de hifas entrelazadas que se asemejan más o menos a un huevo, llamado "botón". El botón tiene un rollo algodonoso de micelio, el velo universal, que rodea el cuerpo fructífero en desarrollo. A medida que el huevo se expande, el velo universal se rompe y puede quedar como una copa, o volva, en la base del tallo, o como verrugas o parches volval en el sombrero. Muchas setas carecen de velo universal, por lo que no tienen volva ni parches volval. A menudo, una segunda capa de tejido, el velo parcial, cubre las láminas en forma de cuchilla que contienen esporas. A medida que el sombrero se expande, el velo se rompe y los restos del velo parcial pueden permanecer como un anillo o anillo alrededor de la mitad del tallo o como fragmentos que cuelgan del margen del sombrero. El anillo puede ser como una falda como en algunas especies de Amanita, como un collar como en muchas especies de Lepiota, o simplemente los restos débiles de una cortina (un velo parcial compuesto de filamentos que se asemejan a una telaraña), que es típico del género Cortinarium. Las setas que carecen de velos parciales no forman un anillo.
El estípite (también llamado tallo) puede ser central y sostener el sombrero en el medio, o puede estar descentrado y lateral, como en las especies de Pleurotus y Panus. En otros hongos, puede faltar un tallo, como en los poliporos que forman soportes en forma de repisas. Los hongos polvera carecen de tallo, pero pueden tener una base de apoyo. Otras setas, como las trufas, los hongos gelatinosos, los hongos gasteroides y los hongos nido generalmente no tienen tallos y existe un vocabulario micológico especializado para describir sus partes.
La forma en que las láminas se adhieren a la parte superior del tallo es una característica importante de la morfología de la seta. Las setas de los géneros Agaricus, Amanita, Lepiota y Pluteus, entre otras, tienen láminas libres que no se extienden hasta la parte superior del tallo. Otras tienen láminas decurrentes que se extienden por el tallo, como en los géneros Omphalotus y Pleurotus. Hay una gran cantidad de variaciones entre los extremos de láminas libres y decurrentes, denominadas colectivamente láminas adjuntas. A menudo se hacen distinciones más finas para distinguir los tipos de láminas adjuntas: láminas adnatas, que se unen directamente al tallo; láminas con muescas, que tienen muescas donde se unen a la parte superior del tallo; láminas adjuntas, que se curvan hacia arriba para encontrarse con el tallo, y así sucesivamente. Estas distinciones entre láminas adjuntas a veces son difíciles de interpretar, ya que la unión de las láminas puede cambiar a medida que la seta madura o con diferentes condiciones ambientales.

### Características microscópicas
Un himenio es una capa de células microscópicas portadoras de esporas que cubre la superficie de las láminas. En las setas sin láminas, el himenio recubre las superficies internas de los tubos de los boletos y poliporos, o cubre los dientes de los hongos espinales y las ramas de los hongos corales. En los ascomicetos, las esporas se desarrollan dentro de células microscópicas alargadas, parecidas a sacos, llamadas ascas, que típicamente contienen ocho esporas en cada asca. Los discomicetos, que contienen la copa, la esponja, el cerebro y algunas setas en forma de garrote, desarrollan una capa expuesta de ascas, como en las superficies internas de las setas de copa o dentro de las fosas de las colmenillas. Las setas sordariomicetas, diminutas de color oscuro que viven en una amplia gama de sustratos que incluyen tierra, estiércol, hojarasca y madera en descomposición, así como otras setas, producen estructuras diminutas en forma de matraz llamadas peritecios, dentro de las cuales se desarrollan las ascas.
En los basidiomicetos, generalmente se desarrollan cuatro esporas en las puntas de proyecciones delgadas llamadas esterigmas, que se extienden desde células en forma de maza llamadas basidios. La porción fértil de los hongos gasteroides, llamada gleba, puede volverse polvorienta como en los hongos polvera o viscosa como en los hongos hediondos. Intercaladas entre las ascas hay células estériles filiformes llamadas paráfisis. Estructuras similares llamadas cistidios a menudo aparecen dentro del himenio de los basidiomicetos. Existen muchos tipos de cistidios, y la evaluación de su presencia, forma y tamaño a menudo se usa para verificar la identificación de una seta.
La característica microscópica más importante para la identificación de setas son las esporas. Su color, forma, tamaño, fijación, ornamentación y reacción a las pruebas químicas a menudo pueden ser de una identificación. Una espora a menudo tiene una protuberancia en un extremo, llamada apículo, que es el punto de unión al basidio, denominado poro germinal apica, del cual emerge la hifa cuando la espora germina.

## Crecimiento
Muchas especies de seta aparentemente aparecen de la noche a la mañana, creciendo o expandiéndose rápidamente. En realidad, todas las especies de setas tardan varios días en formar cuerpos fructíferos de setas fundamentales, aunque se expanden rápidamente por la absorción de fluidos.
El champiñón común, así como la seta campesina, inicialmente forman un cuerpo fructífero diminuto, denominado etapa de pin debido a su pequeño tamaño. Ligeramente expandidos, se llaman botones, una vez más debido al tamaño y la forma relativos. Una vez que se forman tales etapas, la seta puede extraer rápidamente agua de su micelio y expandirse, principalmente al inflar células preformadas que tardaron varios días en formarse en los primordios.
De manera similar, hay otros hongos, como Parasola plicatilis que crecen rápidamente durante la noche y pueden desaparecer al final de la tarde en un día caluroso después de la lluvia. Los primordios se forman a nivel del suelo en céspedes en espacios húmedos bajo el techo de paja y después de fuertes lluvias o en condiciones de rocío se hinchan hasta alcanzar su tamaño completo en unas pocas horas, liberan esporas y luego colapsan.
No todos las setas se expanden de la noche a la mañana; algunas crecen muy lentamente y agregan tejido a sus cuerpos fructíferos creciendo desde los bordes de la colonia o insertando hifas. Por ejemplo, Pleurotus nebrodensis crece lentamente y, debido a esto, combinado con la recolección humana, ahora se encuentra en peligro crítico de extinción.
Aunque los cuerpos fructíferos de las setas son de corta duración, el micelio subyacente en sí mismo puede ser de larga duración y masivo. La mayor parte de la seta se encuentra bajo tierra y en madera en descomposición o raíces de árboles moribundos en forma de micelios blancos combinados con rizomorfos negros similares a cordones de zapatos que unen sustratos leñosos separados colonizados.

## Identificación

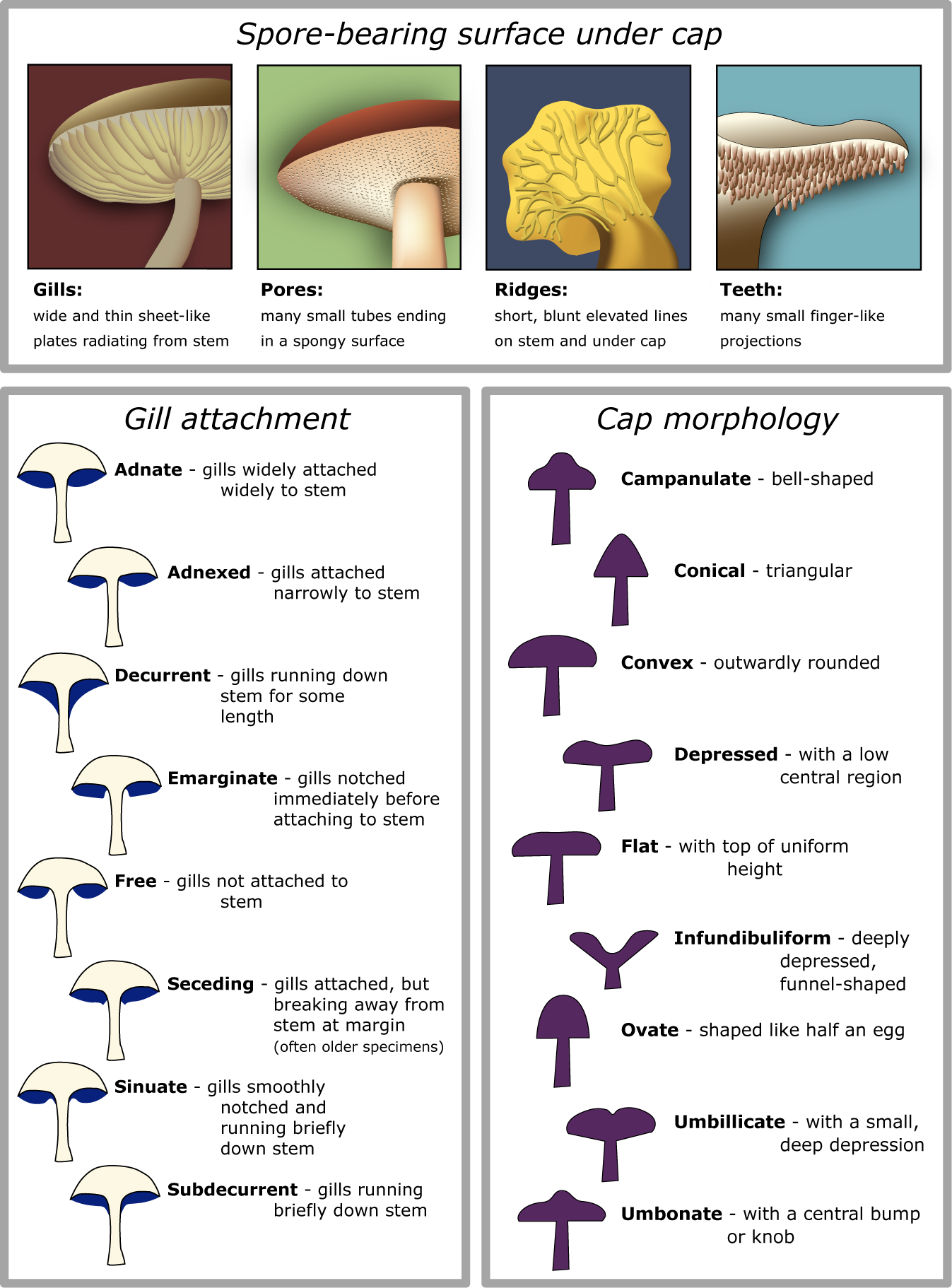
Características morfológicas de los sombreros de las setas.

Identificar setas requiere una comprensión básica de su estructura macroscópica. La mayoría son basidiomicetosas y láminales. Sus esporas, llamadas basidiosporas, se producen en las láminas y, como resultado, caen en una fina lluvia de polvo debajo de los sombreros. A nivel microscópico, las basidiosporas salen disparadas de los basidios y luego caen entre las láminas en el espacio de aire muerto. Como resultado, para la mayoría de las setas, si se corta la tapa y se coloca con las láminas hacia abajo durante la noche, se forma una impresión en polvo que refleja la forma de las láminas (o poros, espinas, etc.) (cuando el cuerpo de la fruta se esporulado). El color de la impresión en polvo, llamada impresión de esporas, se utiliza para ayudar a clasificar las setas y puede ayudar a identificarlas. Los colores de la impresión de esporas incluyen blanco (el más común), marrón, negro, marrón púrpura, rosa, amarillo y cremoso, pero casi nunca azul, verde o rojo.
Si bien la identificación moderna de setas se está convirtiendo rápidamente en molecular, la mayoría todavía usa los métodos estándar de identificación y se han convertido en un arte que se remonta a la época medieval y la época victoriana, combinados con el examen microscópico. La presencia de jugos al romperse, magulladuras, reacciones, olores, sabores, matices de color, hábitat, hábito y estación son considerados tanto por micólogos aficionados como profesionales. Probar y oler setas conlleva sus propios peligros debido a los venenos y alérgenos. Las pruebas químicas también se utilizan para algunos géneros.
En general, la identificación del género a menudo se puede lograr en el campo utilizando una guía de campo local. La identificación de especies, sin embargo, requiere más esfuerzo. Una seta se desarrolla desde una etapa de botón hasta una estructura madura, y solo esta última puede proporcionar ciertas características necesarias para la identificación de la especie. Sin embargo, los especímenes demasiado maduros pierden características y dejan de producir esporas. Muchos novatos han confundido las marcas de agua húmeda en el papel con impresiones de esporas blancas, o el papel descolorido por los líquidos que rezuman en los bordes de las láminas con impresiones de esporas de colores.

## Algunas setas de interés

### Comestibles

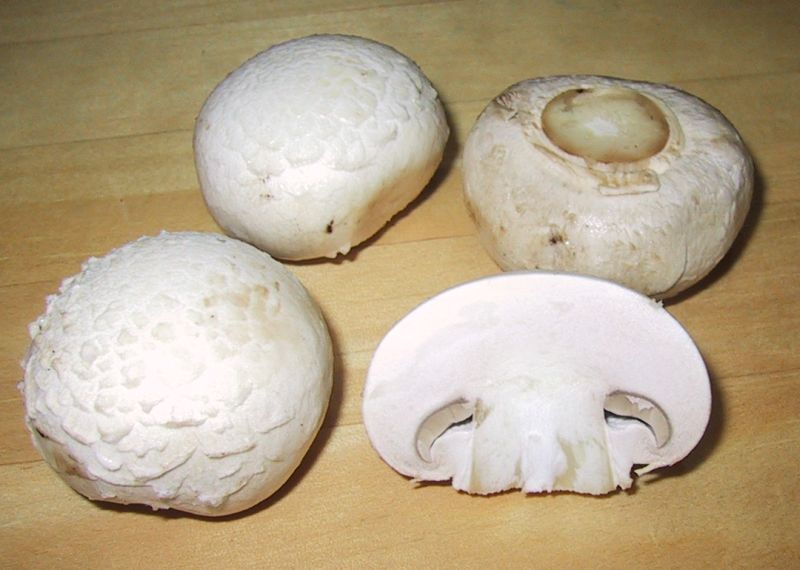
Champiñón común (Agaricus bisporus).

- Agaricus bisporus: El champiñón común es una especie de hongo cultivada extensamente para su uso en gastronomía. Es la especie de hongos comestibles que se emplea con más frecuencia, prestándose a numerosas formas de consumo.

- Infundibulicybe geotropa: Seta comestible y de buen sabor. Crece hasta muy avanzada la estación, noviembre y diciembre. Se encuentra en los prados de los bosques.

- Leccinellum griseum: Crece en los bosques de planifolios sobre distintos tipos de suelos, prefiriendo los abedules, hojaranzos, álamos y encinas. En el País Vasco, donde en la época otoñal son un producto de alto interés. De esta seta solo se aprovecha el sombrero en gastronomía.

- Calocybe gambosa: Es una especie típica de la zona del País Vasco y Aragón. Excelente gusto gastronómico, se considera un lujo, pues no se ha podido criar en cautividad y su producción es escasa.

- Craterellus cornucopioides: Es un hongo oscuro, casi negro. Su seta no resulta atractiva, pero tiene un sabor muy bueno. Es difícil de encontrar debido a su pequeño tamaño y a su color oscuro. A nivel culinario se puede utilizar de varias maneras, pero para hacer una crema de leche para añadir a una salsa para pasta con este tipo de hongos es estupendo, tiene un gusto muy intenso.

### Sin interés gastronómico
- Inocybe hirtella: Se trata de una especie que crece con preferencia debajo de los avellanos. La estación de crecimiento que prefiere abarca el final del verano y el otoño (estación del año donde más se encuentran estas setas). Es sospechosa de no ser comestible, y se debe excluir del consumo.

### Psicoactivas
- Psilocybe cubensis: Es una especie de hongos psilocibios llamados así debido a sus propiedades enteógenas resultado de las diferentes sustancias químicas que poseen, principalmente psilocina y psilocibina.

### Venenosas/tóxicas
- Amanita muscaria: La Amanita muscaria contiene concentraciones perjudiciales de muscarina cuyo efecto parasimpático provoca una clínica muy característica como lagrimeo, salivación, efectos neurológicos, etc. Su antídoto es la atropina.

- Amanita phalloides: La Amanita phalloides provoca una intoxicación de gran gravedad y riesgo vital. Un antídoto eficaz en las etapas postconsumo es la carne cruda que aún en el estómago anula la toxina por unión a la actina.

## Proyectos de setas con impacto ambiental y social
La producción de setas requiere el empleo de sustratos, estos pueden ser «desperdicios» de agroindustrias los cuales tienden a ser descartados como basura. El uso de sustratos en la producción de setas en proyectos sostenibles, se convierte en una fuente importante de producción de alimento y otros desechos de biomasa como son los micelios, los cuales pueden ser aprovechados para otros proyectos productivos que aporten beneficios ambientales.

## Uso humano

### Medicina tradicional
Algunos hongos se utilizan en la medicina tradicional.  En algunos países, los extractos, como el polisacárido-K, el esquizofilano, el péptido polisacárido o el lentinano, son terapias adyuvantes contra el cáncer registradas por el gobierno, pero la evidencia clínica de la eficacia y seguridad de estos extractos en humanos no ha sido confirmado.